# Cocoa Fujiwara
Cocoa Fujiwara (藤原 ここあ Fujiwara Kokoa?,  Prefectura de Fukuoka, 23 de abril de 1983 - 31 de marzo de 2015) fue una autora de manga e ilustradora japonesa. 
Su debut fue con una obra llamada CALLING, la cual ella hizo cuando tenía sólo quince años. Ella optó por no ir a la escuela secundaria para poder dibujar manga. Fujiwara era una fan de los juegos de rol como Final Fantasy, que muestra en sus obras. Ella fue una gran amiga de Jun Mochizuki y Yana Toboso. 
Obras de Fujiwara Watashi no Ookami-san y dear (manga) los cuales se han publicado en la mensual de Square Enix Gangan. Dos CD drama se han hecho de su trabajo.
El 18 de noviembre de 2023 se anunció una adaptación al anime de Katsute Mahō Shōjo to Aku wa Tekitai Shiteita.

## Trabajos

### Manga
- CALLING
- STRAY DOLL
- Watashi no Ookami-san
- dear
- Ojousama to Youkai Shitsuji
- Inu x Boku SS[2]
- Katsute Mahō Shōjo to Aku wa Tekitai Shiteita

### Drama CD
- dear
- dear: A story of the next day